# Happy Adventure
Happy Adventure es un pueblo canadiense situado en la provincia de Terranova y Labrador.

## Superficie
Happy Adventure tiene una superficie de 9,62 km².

## Demografía
En 2021, tenía 118 habitantes, una densidad poblacional de 12,3 hab./km², y 113 viviendas.